# Turzino
Turzino (ros. Турзино) – wieś w Rosji, w rejonie waszkińskim obwodu wołogodzkiego. W 2010 r. liczyła 36 mieszkańców.